# Etienne Lorck
Etienne Lorck (* 13. März 1860 in Düsseldorf; † 24. März 1933 in Köln) war ein deutscher Romanist.

## Leben und Werk
Etienne Lorck, der auch mit den Vornamen J. Etienne und Stefan erscheint, wuchs als Sohn eines norwegischen Malers in Düsseldorf auf. Er studierte in Straßburg, Oslo und Freiburg, dann (nach Auslandsaufenthalt in Italien, Frankreich und England) ab 1884 in Bonn. Seitdem gehörte er dem Akademisch-Neuphilologischen Verein Bonn, einer fachwissenschaftlichen Verbindung im Weimarer Kartellverband an. Von 1888 bis 1895 war er Französischlektor an der Universität Bonn. Er promovierte 1890 bei Wendelin Foerster mit Lautlehre eines Lateinisch-Bergamaskischen Glossars des XV. Jahrhunderts (erschienen u. d. T. Altbergamaskische Sprachdenkmäler. IX.-XV. Jahrhundert, herausgegeben und erläutert, Halle a.S. 1893). Ab 1895 war er Gymnasiallehrer in Essen und Barmen. 1901 wurde er zum Professor der französischen Sprache und Literatur an der Handelshochschule Köln (sein anglistischer Kollege war Arnold Schröer) und 1919 zum ordentlichen Professor der Universität zu Köln ernannt, deren englisches und romanisches Seminar aus der Handelshochschule hervorgingen. 1927 wurde er mit 67 Jahren emeritiert, vertrat sich aber noch selbst bis 1930. Sein Nachfolger war Leo Spitzer. Seit 1901 gehörte der dem Corps Hansea Köln an.

## Weitere Werke
- Passé défini, imparfait, passé indéfini. Eine grammatisch-psychologische Studie, Heidelberg 1914
- Die "Erlebte Rede". Eine sprachliche Untersuchung, Heidelberg 1921